# Agrostis syreistschikowii
Agrostis syreistschikowii é uma espécie de gramínea do gênero Agrostis, pertencente à família Poaceae.